# Eric Allaman
Eric Allaman est un compositeur américain né à Springfield (Missouri).

## Filmographie
- 1985 : Legend
- 1987 : Trying Times (série télévisée)
- 1987 : Le Trésor de San Lucas (Down Twisted)
- 1988 : Angel III: The Final Chapter
- 1989 : Super Mario Bros. (The Super Mario Bros. Super Show!) (série télévisée)
- 1990 : Jungle Book Reunion (TV)
- 1991 : Incident at Victoria Falls (TV)
- 1991 : ProStars (en) (série télévisée)
- 1992 : Miracle Beach (en)
- 1993 : Madison ("Madison") (série télévisée)
- 1994 : Hits! de William R. Greenblatt
- 1997 : True Heart
- 1997 : Midnight Blue
- 1998 : Einstein, le chien savant (Breakfast with Einstein) (TV)
- 1999 : Our Friend, Martin (en) (vidéo)
- 1999 : Les Petites Surprises de la vie (Half a Dozen Babies) (TV)
- 2000 : Luminarias
- 2000 : Une balle suffit (One Kill) (TV)
- 2001 : Elvira et le Château hanté (Elvira's Haunted Hills)
- 2001 : Super Duper Sumos (série télévisée)
- 2002 : Liberty's Kids: Est. 1776 (série télévisée)
- 2003 : Mike Hammer: Song Bird (vidéo)
- 2003 : La Grande Inondation (Killer Flood: The Day the Dam Broke) (TV)
- 2003 : The Three Stooges 75th Anniversary Special (TV)
- 2003 : This Time Around (TV)
- 2003 : La Tentation d'Aaron (Latter Days)
- 2003 : Beautiful Girl (TV)
- 2003 : Les Maçons du cœur (Extreme Makeover: Home Edition) (télé-réalité - Saison 1)
- 2004 : TV's Greatest Sidekicks (TV)
- 2004 : Raspberry Heaven
- 2004 : Hollywood Walks (série télévisée)
- 2005 : Les Maçons du cœur (Extreme Makeover: Home Edition - How'd They Do That?) (Télé-réalité - Saison 3)
- 2005 : Confessions of an American Bride (TV)
- 2008 : La chute d'Hypérion (Fall of Hyperion) (TV)
- 2009 : Un bébé devant ma porte (Taking a Chance on Love) (TV)
- 2010 : Le Trésor secret de la montagne (Secrets of the Mountain) (TV)
- 2013 : Backmask de Marcus Nispel
- 2014 : La Veuve noire (Fatal Acquittal) (TV)